# Conrad Goclenius
Conrad Goclenius (auch Conrad Wackers und Conrad Gockelen, * um 1490 in Mengeringhausen bei Arolsen; † 25. Januar 1539 in Löwen) war ein deutschstämmiger Professor der lateinischen Sprache am Collegium Trilingue der Universität Löwen.

## Leben
Über die Studienzeit ist seine Ausbildung bei Alexander Hegius in Deventer bekannt, dann absolvierte er ab 1510 ein Studium in Köln und ab 1512 in Löwen bis zum Abschluss als Magister 1515. In Löwen wurde er Mitglied der Artistenfakultät und an Stelle des ausscheidenden Adrianus Barlandus gegen Jakob Ceratinus († 1530) als Professor des Lateinischen berufen. Seine Vorlesungen begannen am 1. Dezember 1519 und waren so erfolgreich, dass er am 28. Februar 1534 als Vertreter (Dekan) der Artistenfakultät in den akademischen Senat aufgenommen wurde. Er legte in den Vorlesungen viel Wert auf Originalstellen der Klassiker und paraphrasierte sie zur Deutung. Ein Brief des Viglius Zuichemus an Ludovicus Carinus teilt seine Praxis der breiten Ekphrasis, einer Form der Paraphrase, mit. In Anerkennung seiner wissenschaftlichen Verdienste erhielt er 1525 ein Kanonikat an der Liebfrauenkathedrale in Antwerpen, das aber jahrelang angefochten wurde. 1534 erhielt er ein Kanonikat in Hoegaarden. Er verkehrte persönlich und brieflich mit Erasmus von Rotterdam, der ihn hochschätzte und zu seinem Vertrauensmann machte. Einer langwierigen Krankheit erlag er 1539 und wurde in der Kirche Sint Pieter in Löwen beigesetzt.

## Schriften und Editionen
- 1519: Metrische Version des Katalogs von Erasmus: Lucubrationum Erasmicarum elenchus
- 1522: Latijnse vertaling van Lucians Hermotimus (gewidmet Thomas Morus)
- 1525: Verbesserung von Lucanus’ Pharsalia
- 1528: Verbesserung von Ciceros Officia, De Amicitia, De Senectute